# Урбанистика
Урбани́стика — собирательный термин, обозначающий исследования городского развития. Под урбанистикой понимаются междисциплинарные исследования городов на стыке таких дисциплин, как социология города и история, география и экономика, политология и право, а также градостроительство, транспортное планирование, архитектура и др.

## История урбанистики
Первые тексты, которые можно отнести к урбанистике, принадлежат древнегреческим философам. Так, Платон описывал идеальную модель города, исходя из философских рассуждений о взаимодействиях между людьми. Аристотель исследовал организацию нескольких десятков полисов и привёл расчёты по оптимальной численности населения городов.
Филарете (Антонио Аверлино), живший в эпоху Возрождения, описывает в своих трудах систему улиц и каналов, нормы жилых помещений, правила организации торговли.
В более позднее время к достижениям урбанистики можно отнести создание таких городов, как Петербург и Вашингтон, с самого начала строившихся в согласии с разработанным планом. План Вашингтона был разработан французским архитектором Пьером Ланфаном под руководством президента Томаса Джефферсона. Город спроектирован в стиле барокко, и включает широкие авеню, пересекающие по диагонали прямоугольную сетку улиц. Такая планировка оставляет свободное место для открытого пространства и зелени.
Развитие Санкт-Петербурга, вначале происходившее стихийно вокруг Троицкой площади, затем было подчинено плану Петра I, в достаточной степени знакомого с текстами по урбанистике.
Реконструкция Парижа, происходившая после французской революции по инициативе Наполеона III, свидетельствовала уже о более сложной схеме мышления, нежели просто эстетической. Ключевым моментом здесь явилось создание крупномасштабной инженерной инфраструктуры, включавшей тридцатикилометровый водовод, сотни километров подземной канализации, газопровод, тысячи газовых фонарей уличного освещения. Ход и результаты этой реконструкции породили большой массив литературной критики и аналитических работ, вследствие чего урбанистика получила дополнительный толчок к развитию.
В 1876 году выходит в свет книга Рейнхарда Баумайстера «Расширение города с точки зрения техники, строительного регулирования и экономики» (Stadt-Erweiterungen in Technischer, Baupolizeilicher und Wirtschaftlicher Beziehung), в 1889 году книга Камилло Зитте «Художественные основы градостроительства» (Der Städtebau nach seinen künstlerischen Grundsätzen), а несколько ранее работа Ильдефонса Серды «Теория городской дорожной сети».
В 1909 году в Лондоне возникает первая в мире кафедра городского планирования.
С начала XX века развитие урбанистики разветвляется на три направления. Одна ветвь, следуя Зитте, акцентирует внимание на внешней форме города и вариантах его композиционной структуры. Другая ветвь сосредотачивает внимание на проблемах городской инфраструктуры, включая транспортные сети, экономику города, девелопмент. Третья — на проблемах социальной жизни города, в частности то, насколько горожане вовлечены в процесс городского планирования. В России это направление представлено книгой Ивана Озерова «Большие города».
На Западе наибольшее развитие получила вторая (технологическая) ветвь. Стремительная автомобилизация приводит к вытеснению общественного транспорта и порождает множество проблем, требующих разрешения. Третья ветвь (социальная) здесь практически не развивалась вплоть до 1962 года, когда вышла книга Джейн Джекобс «Смерть и жизнь больших американских городов».
В Европе, до Второй мировой войны, развитие получает соединение эстетической линии с планово-нормативной. Приобретают популярность модернистские идеи Ле Корбюзье, реализованные разными архитекторами в таких городах, как Чандигарх (Индия), Бразилиа, Тольятти, Набережные Челны, Актау, Навои (Узбекистан), Ханты-Мансийск, Когалым.
По мнению основателя института «Стрелка» Ильи Осколкова-Ценципера, важное для 2000-х и начала 2010-х годов понятие урбанистики к 2015 году уже «выгорело».

## Проблемы урбанистики в цифровую эпоху
Беспрецедентная скорость развития технологий в цифровую эпоху чрезвычайно ускорила социотехнологические трансформации, следствием чего стало резкое сужение горизонтов планирования. Одним из сегментов социальной жизни, претерпевающий радикальный трансформации становится город.
Три вектора проблем урбанистической трансформации в цифровую эпоху:
1. Трансформация городской среды. Торговля, служившая центром притяжения и, как следствия, создания городов, практически единомоментно переходит в виртуальное пространство. Возможные урбанистические последствия: изменение стереотипов поведения горожанина, преобразование городской инфраструктуры[5].
2. Исход из городов. Вековые тренды показывают непрерывную коагуляцию человечества. Притяжение городов обуславливается предоставляемыми возможностями к реализации. Однако технологии инфокоммуникаций дают такую возможность, вне привязки к единому топосу. Наложившиеся на это запросы нового человека цифрового общества на экологию, в том числе и визуальную, вдруг открывают обратный тренд, а именно исход из городов[6].
3. Проблемы планирования в урбанистике. Качественный скачок скорости развития и как следствие многократные социотехнологические трансформации за время одной человеческой жизни крайне затрудняют планирование развития городской инфраструктуры не только в долгосрочной, но уже в среднесрочной и даже ближайшей перспективе.

## Терминология урбанистики
- Джентрификация — реконструкция и обновление строений в прежде не фешенебельных городских кварталах либо согласно программе запланированного городского восстановления, либо в результате решений, принимаемых собственниками и управляющими недвижимости. В результате джентрификации происходит повышение среднего уровня доходов населения района за счёт замены жителей с низкими доходами на более состоятельных.

- Маятниковая миграция — регулярные поездки населения из одной части города в другую (из спального района в центр). Из-за этого территория-источник маятниковых мигрантов практически «вымирает» на определённый период времени.

- Общественное пространство — открытое и незастроенное городское пространство, одинаково доступное для всех жителей и гостей города. В рамках города является общим благом.

- Устойчивый транспорт — любая форма передвижения с пониженным уровнем негативного воздействия на окружающую среду.

- Birdshit architecture — термин, введённый Яном Гейлом, который описывает застройку, которая хорошо смотрится с высоты, но при близком рассмотрении оказывается совершенно непригодной для нормальной жизни.

- Brownfield — бывшие, недействующие или неэффективно используемые, как правило, промышленные территории, имеющие при этом потенциал повторного использования и редевелопмента.

- Sneckdown — когда из-за выпавшего снега видно, сколько места в городе не используют автомобили.

- Tactical urbanism (тактический урбанизм) — обобщающий термин, который описывает методы по быстрому изменению городской среды. Городской дизайнер Эрик Рейнольдс описал данный термин так «Легко. Быстро. Дёшево». Легковозводимые конструкции, имитирующие планируемые изменения в городской среде, используются для анализа реакции пользователей и принятия окончательного решения о необходимости этих изменений.

- Сателлитизация (создание т. н. «городов-спутников») — концепция развития городской среды вне общего центра, когда отдельные районы заведомо планируются и строятся как самодостаточные.

- Top-Down и Bottom-Up — модели городского управления, в которых инициатива исходит от органов власти и от жителей города соответственно.

## Концепции, существующие в рамках урбанистики
- Mixed-use development (теория смешанной застройки) — тип застройки территории, когда различные типы недвижимости (жилая, коммерческая, социальная, промышленная и другие) перемешаны между собой и находятся в пешей доступности друг от друга.

- Теория разбитых окон — согласно данной теории, если кто-то разбил стекло в доме и никто не вставил новое, то вскоре ни одного целого окна в этом доме не останется. Иными словами, несоблюдение каких-то правил, норм и установок горожанами провоцирует других горожан вести себя неподобающе. Согласно этой теории, 10 % людей любого общества никогда не будут нарушать правил, 10 % будут нарушать их всегда, а 80 % — действуют по обстоятельствам.

- Разумный урбанизм — теория планирования городской площади, направленная на учёт различных проблем, интересов и их решения.

- Новый урбанизм — концепция, подразумевающая под собой возрождение города (района) в условиях компактной среды.
- Радикальный урбанизм — метод благоустройства территории, заключающийся на инициативе местных жителей, групп, как правило, без разрешения муниципальной власти.